# Litholomia
Litholomia là một chi bướm đêm thuộc họ Noctuidae.

## Loài
- Litholomia napaea (Morrison, 1874)